# Kuniya Daini
Kuniya Daini (大仁 邦彌?, Daini Kuniya; Hyogo, 12 ottobre 1944) è un ex calciatore giapponese, di ruolo difensore.

## Carriera
Ha giocato per diversi anni con la squadra del Mitsubishi Heavy Industries, l'attuale Urawa Red Diamonds.

## Statistiche

### Presenze e reti nei club
| Stagione | Squadra       | Campionato | Campionato | Campionato |
| Stagione | Squadra       | Comp       | Pres       | Reti       |
| -------- | ------------- | ---------- | ---------- | ---------- |
| 1970     | Mitsubishi HI | JSL        | 14         | 0          |
| 1971     | Mitsubishi HI | JSL        | 14         | 0          |
| 1972     | Mitsubishi HI | JSL1       | 14         | 0          |
| 1973     | Mitsubishi HI | JSL1       | 18         | 0          |
| 1974     | Mitsubishi HI | JSL1       | 17         | 0          |
| 1975     | Mitsubishi HI | JSL1       | 18         | 1          |
| 1976     | Mitsubishi HI | JSL1       | 18         | 0          |
| 1977     | Mitsubishi HI | JSL1       | 6          | 0          |
| 1978     | Mitsubishi HI | JSL1       | 0          | 0          |
|          | Totale        |            | 119        | 1          |